# Густав Кюгн

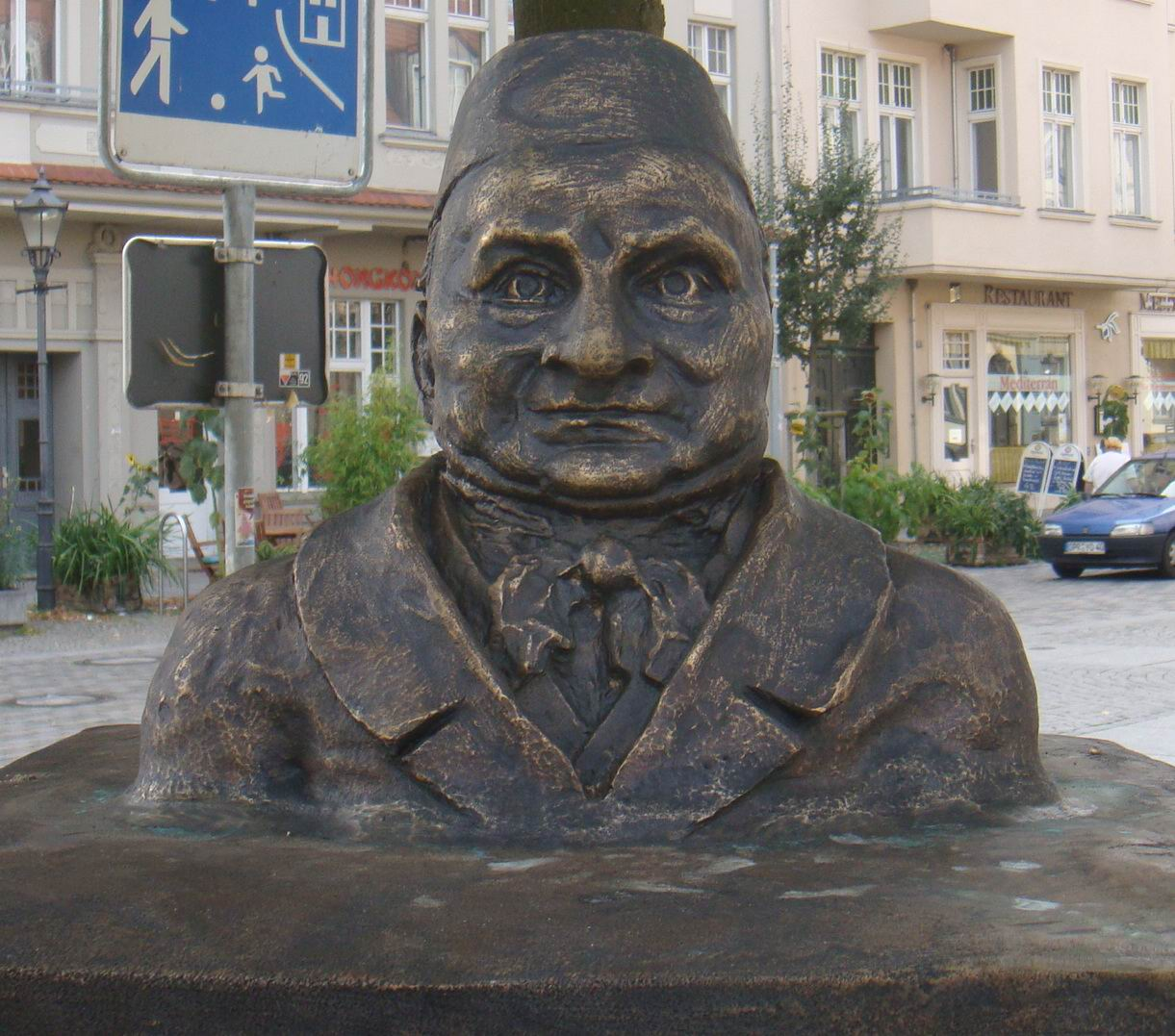
Пам'ятник книговидавцю Густаву Кюгну на Шкільному майдані (Neuruppiner Schulplatz), Нойруппін.

Адольф Густав Леопольд Кюгн (21 вересня 1794, Нойруппін — 29 серпня 1868) — німецький друкар, видавець.
Родина Кюн у рідному місті мала книжковий магазин і з 1791 поліграфічне підприємство з книгарнею і з 1791 друкарню з королівським привілеєм від 1791.
Густав Кюн взяв на себе магазини свого батька, він вчився гравіруванню в Берліні (Berlin Art Academy). Серед його вчителів був також професор Фрідріх Вільгельм Губінс (1786—1870). У 1819 році Густав Кюгн виступає в якості партнера в компанії свого батька і прийняв її 1822. Вже в 1825 році він представив комерційний проект процесу друку, раніше, ніж, наприклад, Берлінські друкарі. Тепер він називається «Хоф постачальник». Вироби його компанії відрізняються високою якістю друку.